# 周爵
周爵（1456年—？），字天爵，河南汝寧府光州固始縣人，民籍，明朝政治人物。

## 生平
成化二十二年（1486年）丙午科河南鄉試第五十五名舉人。弘治三年（1490年）中式庚戌科會試第二百七十五名，三甲第一百二十一名進士。授山東臨朐縣知縣。

## 家族
曾祖周文彬；祖父周子銘；父周完，母張氏。具庆下。